# Cacicazgo de Talamanca
El Cacicazgo de Talamanca fue un señorío indígena costarricense que existió previo a la conquista española. Limitaba al norte con el reino de Tariaca (actual Valle de la Estrella), al oeste con Chirripó y al sureste con el río Changuinola, frontera natural con los terbis. A lo interno del reino coexistían dos etnias indígenas, los bribris y los cabécares.
La región se mantuvo indómita por largo tiempo, subdidida en tribus autónomas llamadas «naciones» por los españoles, principalmente de etnias bribri, térrabas, cabécar, terbi y mexica. Los españoles mantuvieron una relación de frontera geopolítica más que de dominio debido a la hostilidad con que estos pueblos resistían los intentos de control político y religioso español tanto por las armas como por escapar hacia zonas inhóspitas, y debido a la compleja división del reino en naciones autónomas que los hacían más difíciles de dominar pues requería el sometimiento uno por uno (a diferencia de otras áreas de América donde enormes territorios se encontraban unificados políticamente por los imperios prehispánicos). Lo que causó que Costa Rica tardara más en ser enteramente colonizada que el resto de Centroamérica. A partir de 1660 el gobernador de Cartago inicia una serie de expediciones que buscaban someter a los talamanqueños, la mayoría de las cuales fueron fracasadas. No obstante los indígenas aceptaron someterse a la autoridad hispana como forma de protegerse de los constantes ataques de piratas ingleses y misquitos, pero las políticas impuestas por los españoles (como prohibición de la poligamia y del chamanismo) llevaron a una revuelta en 1662 que, aunada a las rivalidades políticas españolas incapaces de concretar la respuesta, convirtió a Talamanca y Tariaca nuevamente en regiones independientes. En 1665 el gobernador Juan López de la Flor aplicó una nueva estrategia renunciando a conquistar el área y conformándose con capturar indígenas para usarlos como esclavos en plantaciones, realizando redadas a las aldeas indígenas en las que secuestraban a sus pobladores. El capitán Juan de Vida Martell junto a 88 soldados en 1666 arrasó varios pueblos indígenas quemando sus ranchos y siembras y tomando a más de cien indígenas como esclavos.
Más éxito tuvieron los franciscanos en sus misiones a partir de 1670 logrando masivos bautizos, no obstante la revuelta de chánguenas y urinamas que amenazó con quemar sus misiones puso un alto al proceso. La región continuaría asediada por las tensiones étnicas y religiosas y por las constantes sublevaciones siendo la más conocida la del rey indígena Pablo Presbere (1670-1710) que, si bien fue reprimida, tuvo el resultado deseado a gran escala y Talamanca volvió a convertirse en una zona prácticamente autónoma de facto y los españoles se replegaron. No sería hasta 1740 que nuevos intentos de evangelización y conquista militar se realizarían en la zona, si bien con resultados ambiguos.